# Спасителят на света (Лалибела)
Бет Медхани Алем (Дом на Спасителя на света) е църква на Етиопската православна църква в град Лалибела, регион Амхара, Етиопия.
Построена е през XIII век най-вероятно от император Гебре Мескел Лалибела от династията Загве. Тя е най-голямата изсечена в монолитна скала църква в света.
Тя е сред 11-те монолитни църкви в Лалибела, които са обявени за културно наследство на човечеството от ЮНЕСКО през 1978 г. и е н грепата от 6 църкви, разположени на север от местната река Йордан. Техните строители са искали да я представят като репродукция на Църквата на Св. Мария от Сион от Аксум, разрушена при нахлуването на армията на Ахмед Ибн Ибрахим Ал-Гази през 1535 г.
Бет Медхани Алем e най-големият и най-високият храм в комплекса в Лалибела с вътрешни пространства от около 10 000 кубически метра. Изчислено е, че за изграждането му са отстранени 15 000 кубически метра скала. От гледна точка на устройството се откроява колонадата от 34 четириъгълни подпори, която обгражда църквата. Отговаря на характеристиките на базилика с 3 входа, разделена е на 5 кораба, не е изографисана. В църквата се съхранява Лалибелският кръст, който е сред най-големите етиопски църковни съкровища.

## История
До края на XII век ислямът укрепва сферата си на влияние в района на Светите земи, правейки почти невъзможно поклонението в тамошните храмове от страна на християните. По тази причина комплексът в Лалибела е построена като копие на Светите Земи.
Според историята на културата Етиопия Бет Медхани Алем заедно с други църкви в Лалибела са били построени през XIII век, след като цар Гебре Лалибела е имал видение, в което му дават инструкции как да изгради църква. Легендата разказва, че църквата е построена с чудо от монарха и група ангели.
Днес Лалибела остава място за поклонение за членове на православната църква в Етиопия, особено при честването на Тимкат. Църквата е обект от Световното културно наследство на ЮНЕСКО заедно с другите 10 Църкви, издълбани в скалата в Лалибела.